# El Meneaito
El Meneaito è un album vinile del duo musicale italiano Los Locos, pubblicato dall'etichetta discografica Meet Records  nel 1994.

## Tracce

### Lato A
1. El Meneaito (vocal) – 4:05
2. El Meneaito (instrumental) – 4:05

### Lato B
1. La Banda (spanish version) – 3:15
2. La Banda (italian version) – 3:20